# Nephelistis camura
Nephelistis camura är en fjärilsart som beskrevs av Max Wilhelm Karl Draudt 1924. Nephelistis camura ingår i släktet Nephelistis och familjen nattflyn. Inga underarter finns listade i Catalogue of Life.